# Wybory parlamentarne w Polsce w 1985 roku
Wybory parlamentarne w Polsce w 1985 roku – wybory do Sejmu PRL, które odbyły się 13 października. Były to ostatnie wybory do parlamentu polskiego, które w żadnym stopniu nie są określane jako wolne, a także ostatnie, w których nie wybierano Senatu. Mandaty w Sejmie przydzielono organizacjom należącym do Patriotycznego Ruchu Odrodzenia Narodowego, według ustalonej puli. Podobnie jak w poprzednich kadencjach Sejmu PRL, w izbie tej znaleźli się więc jedynie przedstawiciele obozu rządzącego – mająca większość Polska Zjednoczona Partia Robotnicza, pozostałe koncesjonowane partie (Zjednoczone Stronnictwo Ludowe i Stronnictwo Demokratyczne), a także kilkadziesiąt osób bezpartyjnych (w tym po kilku przedstawicieli Stowarzyszenia „Pax”, Chrześcijańskiego Stowarzyszenia Społecznego i Polskiego Związku Katolicko-Społecznego).

## Oficjalne wyniki głosowania i wyniki wyborów
Zgodnie z obwieszczeniem Państwowej Komisji Wyborczej frekwencja w wyborach do Sejmu wyniosła:
- w głosowaniu na listy okręgowe: 78,86%, głosów nieważnych oddano 65 096, co stanowiło 0,32% wszystkich oddanych głosów,
- w głosowaniu na listę krajową: 78,64%, głosów nieważnych oddano 62 724, co stanowiło 0,31% wszystkich oddanych głosów.

Frekwencja w niektórych okręgach wyborczych wyniosła:
- Warszawa-Śródmieście – 75,30%
- Warszawa-Ochota – 70,88%
- Warszawa-Wola – 78,83%
- Gdańsk – 65,81% (najmniejsza)
- Inowrocław – 88,20% (największa)
- Katowice – 75,58%
- Kraków-Śródmieście – 74,03%
- Kraków-Nowa Huta – 68,36%
- Łódź-Śródmieście – 68,52%
- Poznań-Stare Miasto – 76,15%
- Wrocław-Śródmieście – 78,28%

### Podział mandatów
|  | Ugrupowanie                              | Mandaty | % mandatów |
|  | ---------------------------------------- | ------- | ---------- |
|  | Polska Zjednoczona Partia Robotnicza     | 245     | 53,2%      |
|  | Zjednoczone Stronnictwo Ludowe           | 106     | 23%        |
|  | Stronnictwo Demokratyczne                | 35      | 7,6%       |
|  | Stowarzyszenie „Pax”                     | 9       | 2%         |
|  | Chrześcijańskie Stowarzyszenie Społeczne | 7       | 1,5%       |
|  | Polski Związek Katolicko-Społeczny       | 5       | 1,1%       |
|  | Niestowarzyszeni                         | 53      | 11,5%      |

### Przykładowe wyniki na poszczególnych kandydatów
Z okręgowych list wyborczych:
- poseł Stanisław Kania w okręgu wyborczym nr 16 w Gdańsku – 88,00% ważnych głosów
- poseł Jerzy Jaskiernia w okręgu wyborczym nr 34 w Krakowie-Nowa Huta – 91,49%

Z krajowej listy wyborczej:
- poseł Ryszard Bender – 97,87%
- poseł Jan Dobraczyński – 97,51%
- poseł Henryk Jabłoński – 97,35%
- poseł Wojciech Jaruzelski – 97,25%
- poseł Jerzy Kawalerowicz – 97,99%
- poseł Czesław Kiszczak – 96,89%
- poseł Mikołaj Kozakiewicz – 98,12%
- poseł Alfred Miodowicz – 97,63%
- poseł Mieczysław Rakowski – 96,33%
- poseł Wojciech Siemion – 97,75%
- poseł Florian Siwicki – 97,42%
- poseł Jerzy Szmajdziński – 97,87%
- poseł Ryszard Szurkowski – 98,12%
- poseł Wojciech Żukrowski – 97,73%

## Stanowisko „Solidarności”

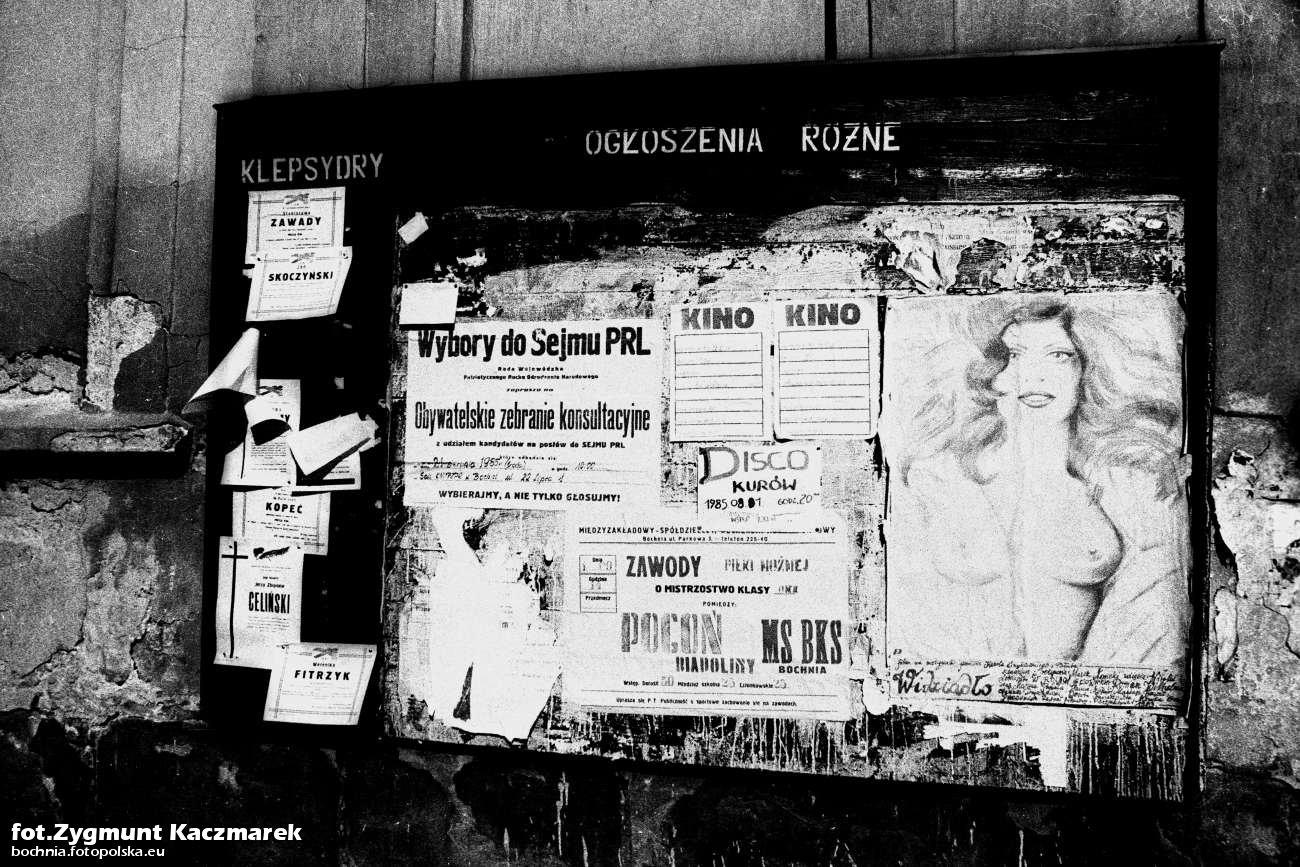
Tablica ogłoszeń w Bochni, po lewej ogłoszenie o obywatelskim zebraniu konsultacyjnym w 1985 r.

Tymczasowa Komisja Koordynacyjna NSZZ „Solidarność” w komunikacie z 4 kwietnia 1985 stwierdziła, że zaproponowana przez PRON ordynacja „stanowi zaprzeczenie zasad demokracji” i określiła podstawowe postulaty gwarantujące demokratyczność wyborów. W Odezwie z 16 lipca 1985 TKK wezwała do bojkotu.
Podobnie jak w czasie wyborów do rad narodowych rok wcześniej, przeprowadzono szeroko zakrojone akcje propagujące bojkot oraz przygotowania do kontroli bojkotu i frekwencji. W Wezwaniu z 9 września 1985 kilkadziesiąt znanych osobistości i przywódców ruchu związkowego publicznie ogłosiło, że nie będzie głosować i wezwało do wspólnego bojkotu. Wśród sygnatariuszy wezwania byli m.in.: Jan Rulewski, Władysław Frasyniuk, Barbara Labuda, Karol Modzelewski, Józef Pinior, Eugeniusz Szumiejko, Andrzej Gwiazda, Jacek Merkel, Jerzy Dłużniewski, Marek Edelman, Jerzy Kropiwnicki, Grzegorz Palka, Andrzej Słowik, Mieczysław Gil, Stanisław Handzlik, Zbigniew Janas, Maciej Jankowski, Seweryn Jaworski, Jacek Kuroń, Janusz Onyszkiewicz, Zbigniew Romaszewski, Henryk Wujec, Grażyna Staniszewska, Piotr Baumgart, Marian Jurczyk, Andrzej Milczanowski, Stanisław Wądołowski, Jan Kozłowski, Janusz Rożek, Antoni Stawikowski, Lech Dymarski, Janusz Pałubicki, Antoni Pietkiewicz i wielu innych Za wzywanie do bojkotu na kary więzienia zostali skazani w maju 1986 m.in. Grzegorz Myszka, Jacek Szymaszek, Paweł Łapiński i Seweryn Jaworski.
W Komunikacie z 24 września 1985 TKK powtórnie zaapelowała o bojkot oraz wezwała do „powszechnej kontroli przebiegu głosowania w skali kraju”.
Po wyborach Konrad Bieliński, pełnomocnik TKK ds. pomiaru frekwencji wyborczej, opublikował Raport z obliczeń ogólnopolskiej akcji pomiaru frekwencji wyborczej z 6 listopada 1985, z którego wynika, że średnia frekwencja we wszystkich miastach Polski wyniosła 66±1,3%. Frekwencja w największych miastach wyniosła:
- Wrocław – 45,7 ±1,7%
- Kraków – 53,1 ±2,2%
- Gdańsk – 55,9 ±1,3%
- Warszawa – 56,2 ±1,3%
- Łódź – 60,2 ±3,5%
- Poznań – 64,9 ±2,3%
- Katowice – 71,2 ±3,7%

W Oświadczeniu z 22 października 1985 TKK stwierdziła, że liczba bojkotujących praktycznie nie zmieniła się od ostatnich wyborów do rad narodowych oraz że powszechnie fałszowano wyniki.